# 利本瓦尔德
利本瓦尔德（德語：Liebenwalde，發音：[ˌliːbn̩ˈvaldə] ⓘ）是德国勃兰登堡州上哈弗尔县的城市，面积142.17平方千米，2023年12月31日人口为4,500人。